# Dušan Florjančič
Dušan Ciril Florjančič, slovenski strojni inženir, * 19. november 1927, Ljubljana,  † 7. januar 2021.
V rojstnem kraju je končal osnovno šolo in gimnazijo. Šolanje je nadaljeval v Švici na Zvezni tehnični visoki šoli ETH v Zürichu in tam leta 1950 diplomiral. Po diplomi je  ostal v Švici. Najprej je bil zaposlen kot znanstveni sodelavec na ETH Institutu za aerodinamiko, nato pa v podjetju Luwa. Leta 1953 se je zaposlil v koncernu Sulzer v Winterthuru in ostal podjetju zvest do leta 1989, ko se je v funkciji direktorja upokojil. Vmes je leta 1970 doktoriral iz  tehničnih znanosti na ETH-Zürich. Uveljavil se je predvsem kot strokovnjak za turbinske stroje. Njegovo strokovno sodelovanje s slovensko industrijo sega v leto 1968, ko je na čelu delegacije koncerna Sulzer skušal z Litostrojem vzpostaviti tehnično kooperacijo na področju velikih napajalnih črpalk za termoelektrarne. Več kot 30 let je s svojim znanjem pomagal slovenski industriji, še posebej v obdobju po osamosvojitvi. Zaslužen je bil tudi za vzpostavitev stikov med proizvajalcem jadralnih letal Glaser-Dirks Flugzeugbau in tovarno Elan, ki je tako začela z gradnjo letal. Za vsestransko sodelovanje z domovino je bil 1987 odlikovan z redom jugoslovanske zvezde na ogrlici.